# Шеффер, Михаэль
Михаэ́ль Ше́ффер (нем. Michael Schäffer; 28 апреля 1968, Нойнбург-форм-Вальд, Бавария) — немецкий кёрлингист.
В составе мужской сборной ФРГ участник демонстрационного турнира по кёрлингу на зимних Олимпийских играх 1988 года (заняли седьмое место). В составе мужской сборной Германии участник зимних Олимпийских игр 1998 года (заняли восьмое место); участник пяти чемпионатов мира (серебряные призёры в 1997) и пяти чемпионатов Европы (чемпионы в 1992 и 1997). Чемпион Германии среди мужчин.
Играл в основном на позициях первого и второго.

## Достижения
- Чемпионат мира по кёрлингу среди мужчин: серебро (1997); бронза (1994, 1995).
- Чемпионат Европы по кёрлингу: золото (1992, 1997).
- Чемпионат Германии по кёрлингу среди мужчин: золото (1990, 1994, 1995).

## Команды
| Сезон   | Четвёртый | Третий            | Второй          | Первый         | Запасной       | Тренер              | Турниры                       |
| ------- | --------- | ----------------- | --------------- | -------------- | -------------- | ------------------- | ----------------------------- |
| 1987—88 | Анди Капп | Флориан Цёргибель | Кристофер Хубер | Михаэль Шеффер | Дитер Кольб    | Родгер Густаф Шмидт | ЗОИ 1988 (демо) (7 место)     |
| 1989—90 | Анди Капп | Флориан Цёргибель | Кристофер Хубер | Ульрих Шнайдер | Михаэль Шеффер | Родгер Густаф Шмидт | ЧГМ 1990 · ЧМ 1990 (10 место) |
| 1990—91 | Анди Капп | Флориан Цёргибель | Кристофер Хубер | Михаэль Шеффер | Ульрих Шнайдер | Родгер Густаф Шмидт | ЧМ 1991 (7 место)             |
| 1992—93 | Анди Капп | Ули Капп          | Михаэль Шеффер  | Оливер Аксник  | Хольгер Хёне   |                     | ЧЕ 1992                       |
| 1993—94 | Анди Капп | Ули Капп          | Оливер Аксник   | Михаэль Шеффер | Хольгер Хёне   |                     | ЧЕ 1993 (7 место) · ЧМ 1994   |
| 1994—95 | Анди Капп | Ули Капп          | Оливер Аксник   | Михаэль Шеффер | Хольгер Хёне   | Кит Вендорф         | ЧЕ 1994 (5 место)             |
| 1994—95 | Анди Капп | Ули Капп          | Оливер Аксник   | Хольгер Хёне   | Михаэль Шеффер |                     | ЧМ 1995                       |
| 1995—96 | Анди Капп | Ули Капп          | Оливер Аксник   | Хольгер Хёне   | Михаэль Шеффер | Кит Вендорф         | ЧЕ 1995 (5 место)             |
| 1996—97 | Анди Капп | Ули Капп          | Оливер Аксник   | Хольгер Хёне   | Михаэль Шеффер |                     | ЧМ 1997                       |
| 1997—98 | Анди Капп | Ули Капп          | Оливер Аксник   | Хольгер Хёне   | Михаэль Шеффер | Кит Вендорф         | ЧЕ 1997                       |
| 1997—98 | Анди Капп | Ули Капп          | Михаэль Шеффер  | Хольгер Хёне   | Оливер Аксник  | Кит Вендорф         | ЗОИ 1998 (8 место)            |

(скипы выделены полужирным шрифтом)